# Arzum Onan
Arzum Onan (Ankara, Turquía, 31 de octubre de 1973) es una actriz turca, exmodelo y Miss Europa 1993.

## Biografía
Nació el 31 de octubre de 1973 en Ankara, Turquía. Su familia es descendiente de los circasianos. Después de cursar la educación primaria en Ankara, su familia se mudó a Estambul, donde terminó el instituto vocacional en dibujo técnico.
Arzum comenzó su carrera en 1992 como modelo. Participó en el concurso de Miss Turquía en abril de 1993, y ganó el título. Ese mismo año, en julio, representó a su país en el concurso de belleza de Miss Europa 1993. Se convirtió en la quinta reina de la belleza turca después de Günseli Başar, Filiz Vural, Nazlı Deniz Kuruoğlu y Neşe Erberk.
Desde 1997, ha actuado en multitud de películas, miniseries de televisión y anuncios. 
En 1996, Arzum se casó con el actor Mehmet Aslantuğ, con quien tiene un hijo, Can, nacido en 1999. Ella disfruta creando esculturas en su tiempo libre. 
Habla turco e inglés con fluidez.

## Filmografía
- Yeni Bir Yıldız (1997)
- Sıcak Saatler (1998)
- Aşk ve Hüzün (2000)
- Merdoğlu (2000)
- Zeybek Ateşi (2002)
- Sahra (2004)
- Sessiz Firtina (2007)
- Kardelen (2008)